# Lionel Zouma
Pour les articles homonymes, voir Zouma (homonymie).
Lionel Zouma, né le 10 septembre 1993 à Lyon (France), est un footballeur international centrafricain évoluant au poste de défenseur. Lionel Zouma est le frère aîné du défenseur central de West Ham, Kurt Zouma.

## Biographie

### En club
Formé au FC Sochaux, il intègre le groupe professionnel lors de la saison 2011-2012. Il joue son premier match en Ligue 1 lors de la 10e journée contre le Valenciennes FC. Il participe à cinq rencontres lors de sa première saison puis à deux matchs la saison suivante. Il signe son premier contrat professionnel le 27 septembre 2012 et s'engage jusqu'à juin 2016 avec son club formateur.
Lors de la saison 2013-2014, il joue plus régulièrement participant à dix-huit rencontres toutes compétitions confondues, mais le club est relégué en Ligue 2. Pour la première saison du club à l’échelon inférieur, à la suite de la relégation, Lionel Zouma joue seulement treize matchs, mais marque son premier but professionnel lors du 7e tour de coupe de France contre le Limonest FC. Lors de la saison 2015-2016, il ne joue pas une seule minute avec l'équipe première avant de quitter le club sochalien en direction de la Grèce et notamment l'Asteras Tripolis.
Le 21 juin 2018, il signe au Football Bourg-en-Bresse Péronnas 01, pensionnaire de National 1, alors qu'il était en fin de contrat avec l'Asteras Tripolis depuis six mois.
Après une saison dans l'Ain, il signe en faveur du Dhofar Club en Oman. Il y passe une saison avant de partir en Suisse au Vevey United en quatrième division.

### Sélection centrafricaine
Le 28 avril 2016, il est annoncé que Lionel Zouma choisit de jouer pour les fauves de la Centrafrique son pays d'origine. Il prend cette décision après s'être entretenu avec certains joueurs de l'équipe ainsi que le sélectionneur Hervé Loungoundji.
Il est appelé en sélection national pour la première fois en novembre 2017 pour un match amical contre l'Algérie sans entrer en jeu. Deux ans plus tard, il est appelé une nouvelle fois en sélection pour deux matchs de qualification à la CAN mais n'entre à nouveau pas en jeu.

## Statistiques
| Saison                | Club                      | Championnat           | Championnat | Championnat | Coupe(s) nationale(s) | Coupe(s) nationale(s) | Total | Total |
| Saison                | Club                      | Division              | M.          | B.          | M.                    | B.                    | M.    | B.    |
| 2011-2012             | FC Sochaux                | Ligue 1               | 4           | 0           | 1                     | 0                     | 5     | 0     |
| 2012-2013             | FC Sochaux                | Ligue 1               | 1           | 0           | 1                     | 0                     | 2     | 0     |
| 2013-2014             | FC Sochaux                | Ligue 1               | 16          | 0           | 2                     | 0                     | 18    | 0     |
| 2014-2015             | FC Sochaux                | Ligue 2               | 11          | 0           | 2                     | 1                     | 13    | 1     |
| 2015-2016             | FC Sochaux                | Ligue 2               | 0           | 0           | -                     | -                     | 0     | 0     |
| Sous-total            | Sous-total                | Sous-total            | 32          | 0           | 6                     | 1                     | 38    | 1     |
| 2016-2017             | Asteras Tripolis          | Super League          | 1           | 0           | -                     | -                     | 1     | 0     |
| 2017-2018             | Asteras Tripolis          | Super League          | -           | -           | 1                     | 0                     | 1     | 0     |
| Sous-total            | Sous-total                | Sous-total            | 1           | 0           | 1                     | 0                     | 2     | 0     |
| 2018-2019             | Bourg-en-Bresse 01        | National              | 18          | 0           | 2                     | 0                     | 20    | 0     |
| 2019-2020             | Dhofar Club               | Oman Mobile League    | -           | -           | -                     | -                     | 0     | 0     |
| 2020-2021             | Vevey United              | 1.Liga                | 1           | 0           | 1                     | 0                     | 2     | 0     |
| 2021-2022             | Vevey United              | 1.Liga                | 27          | 1           | 2                     | 0                     | 29    | 1     |
| 2022-2023             | Vevey United              | 1.Liga                | 24          | 3           | 1                     | 0                     | 25    | 3     |
| Sous-total            | Sous-total                | Sous-total            | 52          | 4           | 4                     | 0                     | 56    | 4     |
| 2023-2024             | FC Bourgoin-Jallieu       | National 2            | 5           | 0           | -                     | -                     | 5     | 0     |
| 2024-2025             | FC Saint-Cyr-au-Mont-d'Or | Régional 1            | 19          | 1           | 3                     | 0                     | 22    | 1     |
| Total sur la carrière | Total sur la carrière     | Total sur la carrière | 127         | 5           | 16                    | 1                     | 143   | 6     |

## Palmarès
Avec les moins de 17 ans sochaliens, il est champion de France 2010 en tant que capitaine. 